# میتسوبیشی اچ-۶۰
میتسوبیشی اچ-۶۰ (به انگلیسی: Mitsubishi H-60) یک هواگرد ساختِ کارخانهٔ سیکورسکی در کشور ایالات متحده آمریکا است. این هواگرد برای نخستین بار در ۳۱ اوت ۱۹۸۷ میلادی مورد استفاده قرار گرفت.